# Campeonato Capixaba de Futebol Americano de 2015
O Campeonato Capixaba de Futebol Americano de 2015 foi a sétima edição do campeonato de futebol americano do estado do Espírito Santo e a terceira edição full pad (com todos os equipamentos). A competição volta a ser disputada após a não realização em 2014. A edição deste ano não foi organizado por nenhuma entidade. O Vila Velha Tritões conquistou o hexacampeonato estadual.

## Fórmula de disputa
Os três times jogam entre si com um jogo em casa e um fora. Ao final dos três jogos, os dois melhores classificados disputam o título em jogo único.

## Participantes
Esta edição marca as estreias da Desportiva Piratas e do Linhares Panthers e as ausências do Revolution Gorillas e do Rio Branco FA (fusão do Rio Branco Cabritos e Vitória Antares).
| Equipe             | Cidade     | Campo                     |
| ------------------ | ---------- | ------------------------- |
| Desportiva Piratas | Cariacica  | Campo da Pedra da Cebola  |
| Linhares Panthers  | Linhares   | Campo do SESI de Linhares |
| Vila Velha Tritões | Vila Velha | Campo do Colégio Marista  |

## Primeira Fase

### Classificação
| Pos | Times              | J | V | D | PF  | PC  | SP  |
| --- | ------------------ | - | - | - | --- | --- | --- |
| 1   | Vila Velha Tritões | 2 | 2 | 0 | 133 | 3   | 130 |
| 2   | Desportiva Piratas | 2 | 1 | 1 | 38  | 84  | -46 |
| 3   | Linhares Panthers  | 2 | 0 | 2 | 31  | 115 | -84 |

### Resultados
| 1º de março | Vila Velha Tritões | 80 – 0    | Linhares Panthers | Campo do Marista, Vila Velha |
|             |                    | Relatório |                   |                              |

| 15 de março | Desportiva Piratas | 3 – 53    | Vila Velha Tritões | Campo da Pedra da Cebola, Vitória |
|             |                    | Relatório |                    |                                   |

| 29 de março | Linhares Panthers | 31 – 35   | Desportiva Piratas | Campo do Sesi, Linhares |
|             |                   | Relatório |                    |                         |

## Final
| 19 de abril | Vila Velha Tritões | 46 – 7    | Desportiva Piratas | Campo do Sesi, Linhares |
|             |                    | Relatório |                    |                         |

## Premiação
| VII Campeonato Capixaba de Futebol Americano |
| -------------------------------------------- |
| Vila Velha Tritões (6º título)               |